# Elsbeth Janda
Elsbeth Janda (* 27. Dezember 1923 in Mannheim; † 9. April 2005 in Heidelberg), eig. Elsbeth Nötzoldt-Janda, geb. Elisabeth Janda, war eine deutsche Conférencière, Kabarettistin, Schauspielerin, Autorin und Herausgeberin. Populär wurde sie durch die Förderung der Kurpfälzer Mundart.

## Leben

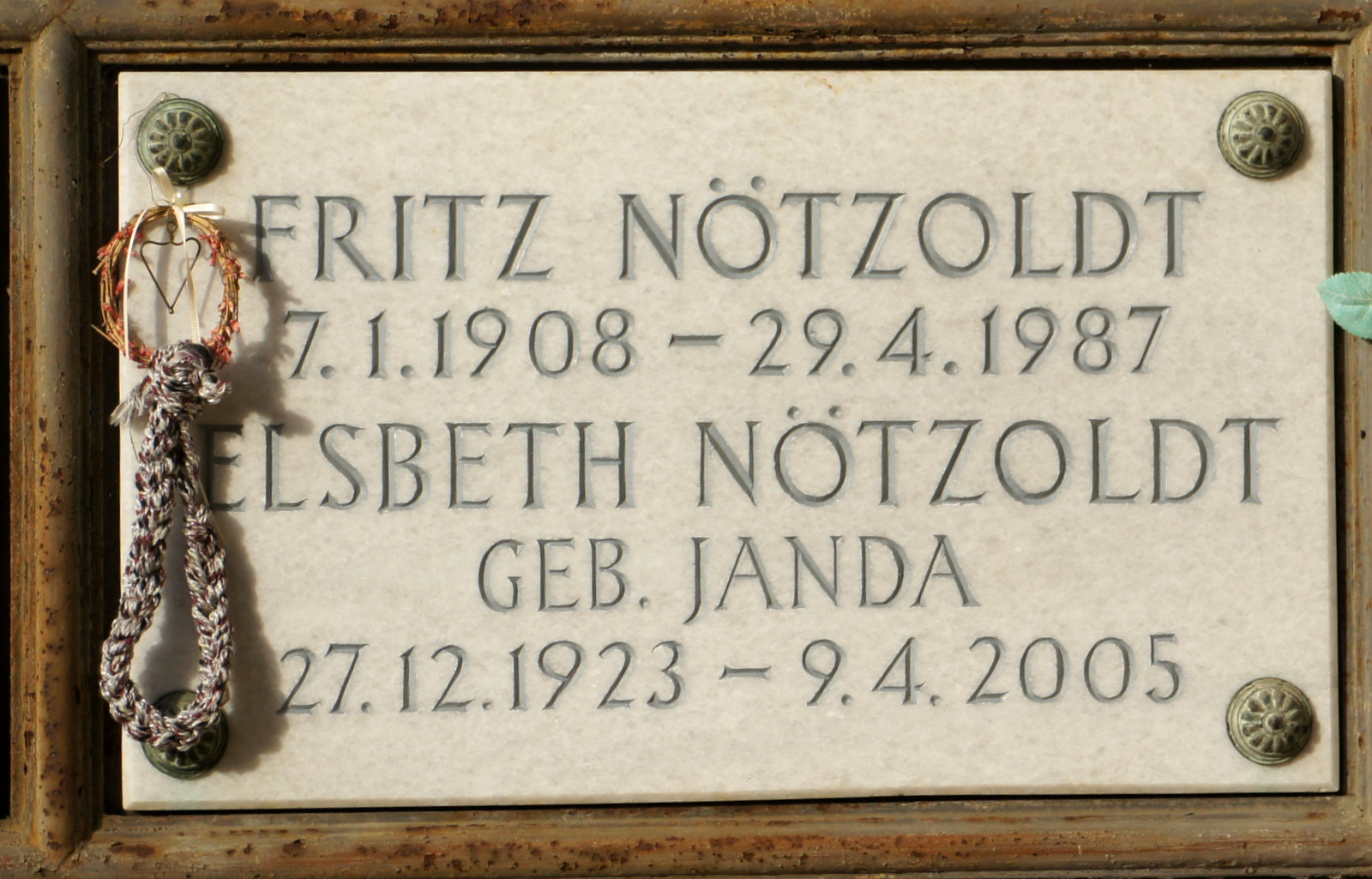
Urnennische im Krematorium des Heidelberger Bergfriedhofes mit einer Marmortafel, auf der die Lebensdaten von Elisabeth Janda und ihrem Ehegatten Fritz Nötzoldt verzeichnet sind

Elsbeth Janda wuchs in Mannheim auf, wo sie am Karl-Friedrich-Gymnasium das Abitur ablegte. Danach studierte sie in Ruprecht-Karls-Universität Heidelberg Musikwissenschaft, Kunstgeschichte und Philosophie. Danach unterrichtete sie zunächst als Musiklehrerin.
In den 1950er Jahren begann dann ihre Bühnenkarriere: mit ihrem Mann, dem Schriftsteller und Journalisten Fritz Nötzoldt, war sie viele Jahre und, auch über das Goethe-Institut, weltweit mit kulturhistorischen Kabarettprogrammen unterwegs. Seit 1962 arbeitete sie kontinuierlich für Hörfunk und Fernsehen, von 1978 bis 1986 war sie Moderatorin beim Fernsehsender Südwest 3. Bundesweit bekannt war sie z. B. als kurpfälzische Stimme der Hundedame Schlabbinchen aus den Zeichentrickeinspielern „Äffle und Pferdle“ des SWR und der ARD.
Mit ihren Programmen „Pfälzer Leut“ (1 und 2), „Liselotte von der Pfalz – ihr Leben und ihre Briefe“ sowie mit ihren Buchveröffentlichungen begründete sie ihren Ruf als Grande Dame des Kurpfälzertums. Ihre Genres als Schriftstellerin waren Kurpfälzer Mundart in Gedicht und Prosa, Texte für Theater und Kabarett sowie Veröffentlichungen zur Kulturgeschichte der Kurpfalz. Zu ihrem Repertoire zählten auch Essays über Pfälzer Mundart, Moritaten, Bänkellieder sowie jiddische Lieder und Balladen.
Nach dem Tod ihres Partners und Ehemanns Fritz Nötzoldt († 1987) trat sie als Vortragskünstlerin und Conférencière sowohl solo als auch mit Kabarettensembles und Theatergruppen auf. Auch jenseits ihres 80. Geburtstages, bis zum Anfang ihres Todesjahres, agierte sie noch regelmäßig in Fernsehspielen, Hörspielen und auf der Bühne, z. B. im Frankenthaler Theater Alte Werkstatt (TAW).
Nach einer Brustkrebserkrankung 1993 hatte sie sich in der Nachsorge des Mammakarzinoms engagiert, dessen Spätfolgen sie schließlich erlag. Sie wurde am 18. April 2005 in Heidelberg an der Seite ihres Mannes beigesetzt. 2012 wurde nach ihr die Elsbeth-Janda-Bibliothek im Stadtarchiv Mannheim benannt.

## Werke

### Autorin
- De Frosch in de Milch un annere Kurpfälzer Gschichte. cjm Verlag, Speyer 1993

### Herausgeberin
- Die Moritat vom Bänkelsang. Ehrenwirth Verlag, München 1959
Teilband Warum weinst du holde Gärtnersfrau 1965
- Lieder aus dem Ghetto. (zusammen mit R. Max Meyer Sprecher) Fischer Frankfurt/M. und Ehrenwirth Verlag, München, 1962
Teilband Jiddische Lieder 1970, 1964 auch Nederl. (u. a. eine frühe Version der „Tsen Brider“)
- Humor unserer Stadt Heidelberg. Fink Verlag, Stuttgart 1971
- Humor der Kurpfalz. Fink Verlag, Stuttgart 1972
- Der lachende Pfälzer. Badenia Verlag, Karlsruhe 1978

## Auszeichnungen
- 1969 Bundesverdienstkreuz am Bande (28. Februar 1969)[2]
- 1979 Bloomaulorden, Mannheim
- 1985 Pälzer Krischer, Ludwigshafen am Rhein
- 1988 Narrenbrunnenpreis der Stadt und Narrengilde Ettlingen
- 1990 Goldener Paragraphenreiter, Polizei Heidelberg
- 1999 Preis der Emichsburg, Bockenheim an der Weinstraße
- 2000 Goldener Winzer, Bad Dürkheim
- 2004 Richard-Benz-Medaille, Heidelberg
- 2004 Verdienstmedaille des Landes Baden-Württemberg